# Liste d'arbitres internationaux de snooker
Cette page est consacrée aux arbitres de snooker les plus connus, en activité et retirés. Ces hommes et ces femmes sont au cœur de l'action du snooker et sont professionnellement formés par World Snooker. Principalement originaires du Royaume-Uni, l'extension du circuit professionnel en Europe continentale notamment via le circuit européen des joueurs, et en Chine via des tournois richement dotés, a permis à d'autres arbitres non-britanniques d'accéder aux plus hautes sphères du sport.
Les arbitres ayant participé au plus grand nombre de finales de tournois de la Triple couronne sont :
- John Street (21)
- John Williams (20)
- Jan Verhaas (18)
- Alan Chamberlain (10)
- Eirian Williams (10)

A ce jour, 26 arbitres ont officié dans au moins une finale d'un tournoi de la Triple couronne, et seulement 9 d'entre eux ont pris part dans chacun des trois tournois la composant :
- Alan Chamberlain
- Brendan Moore
- Eirian Williams
- Jan Verhaas
- John Street
- Olivier Marteel
- Paul Collier
- Marcel Eckardt

## En activité
| Genre    | Nom                  | Finales Championnat du monde | Finales Championnat du Royaume-Uni | Finales Masters | Finales autres tournois classés | Finales autres tournois non-classés | Finales tournois classés mineurs | Finales tournois seniors | Dernière finale arbitrée          | Précisions                                                             |
| -------- | -------------------- | ---------------------------- | ---------------------------------- | --------------- | ------------------------------- | ----------------------------------- | -------------------------------- | ------------------------ | --------------------------------- | ---------------------------------------------------------------------- |
| masculin | Olivier Marteel      | 2015-2022                    | 2016-2020                          | 2016-2018-2025  | X                               | X                                   | X                                |                          | Masters 2025                      | Exerce également la profession d'infirmier                             |
| masculin | Marcel Eckardt       | 2020                         | 2018                               | 2023            | X                               | X                                   | X                                |                          | Championnat du circuit 2025       | Plus jeune arbitre de la finale d'un Championnat du monde (30 ans)     |
| féminin  | Michaela Tabb        | 2009-2012                    |                                    | 2008            | X                               | X                                   |                                  | X                        | Championnat du monde seniors 2025 | 1re femme à avoir officié en finale d'un tournoi de la Triple Couronne |
| féminin  | Desislava Bozhilova  | 2025                         | 2022                               | 2022            | X                               | X                                   | X                                |                          | Championnat du monde 2025         | 2e femme à avoir officié en finale d'un tournoi de la Triple Couronne  |
| masculin | Leo Scullion         | 2019                         | 2012                               |                 | X                               |                                     |                                  | X                        | Championnat des joueurs 2025      |                                                                        |
| masculin | Terry Camilleri      |                              | 2014                               | 2013            | X                               |                                     |                                  |                          | Masters d'Allemagne 2023          |                                                                        |
| masculin | Ben Williams         |                              | 2021                               | 2024            | X                               |                                     |                                  |                          | Snooker Shoot-Out 2024            |                                                                        |
| masculin | Greg Coniglio        |                              | 2019                               |                 | X                               |                                     | X                                | X                        | Championnat du circuit 2019       |                                                                        |
| masculin | Rob Spencer          |                              | 2023                               |                 | X                               | X                                   |                                  |                          | Open d'Irlande du Nord 2024       |                                                                        |
| féminin  | Tatiana Woollaston   |                              | 2024                               |                 | X                               |                                     | X                                |                          | Championnat du Royaume-Uni 2024   | Épouse du joueur Ben Woollaston                                        |
| féminin  | Maike Kesseler       |                              |                                    |                 | X                               | X                                   | X                                |                          | Masters d'Allemagne 2025          |                                                                        |
| masculin | Zheng Weili          |                              |                                    |                 | X                               | X                                   | X                                |                          | Masters de Shanghai 2025          |                                                                        |
| féminin  | Peggy Li             |                              |                                    |                 | X                               | X                                   | X                                |                          | Open de Wuhan 2024                |                                                                        |
| masculin | Alex Crisan          |                              |                                    |                 | X                               | X                                   | X                                |                          | Snooker Shoot-Out 2023            |                                                                        |
| féminin  | Zhu Ying             |                              |                                    |                 | X                               | X                                   |                                  |                          | Grand Prix mondial 2025           |                                                                        |
| masculin | Kevin Dabrowski      |                              |                                    |                 | X                               | X                                   |                                  |                          | Masters mondiaux 2024             |                                                                        |
| féminin  | Malgorzata Kanieska  |                              |                                    |                 | X                               |                                     | X                                |                          | Championnat du circuit 2023       |                                                                        |
| masculin | Wang Wei             |                              |                                    |                 | X                               |                                     | X                                |                          | Open mondial 2019                 |                                                                        |
| masculin | Xie Yixin            |                              |                                    |                 | X                               |                                     | X                                |                          | Championnat international 2024    |                                                                        |
| masculin | Dave Ford            |                              |                                    |                 | X                               |                                     | X                                |                          | Championnat de la ligue 2024      |                                                                        |
| masculin | Andy Yates           |                              |                                    |                 | X                               |                                     |                                  |                          | Snooker Shoot-Out 2021            |                                                                        |
| masculin | Colin Humphries      |                              |                                    |                 | X                               |                                     |                                  | X                        | Open d'Écosse 2024                |                                                                        |
| masculin | Deng Shihao          |                              |                                    |                 | X                               |                                     |                                  |                          | Open de Chine 2018                |                                                                        |
| masculin | Jan Scheers          |                              |                                    |                 | X                               |                                     |                                  |                          | Coupe du monde 2019               |                                                                        |
| féminin  | Luise Kraatz         |                              |                                    |                 | X                               |                                     |                                  |                          | Classique Paul Hunter 2018        |                                                                        |
| féminin  | Lyu Xilin            |                              |                                    |                 | X                               |                                     |                                  |                          | Championnat international 2023    |                                                                        |
| masculin | Martyn Royce         |                              |                                    |                 | X                               |                                     |                                  |                          | Classique Paul Hunter 2017        |                                                                        |
| féminin  | Monika Sulkowska     |                              |                                    |                 | X                               |                                     |                                  |                          | Open de Gibraltar 2020            |                                                                        |
| masculin | John Pellew          |                              |                                    |                 | X                               |                                     |                                  |                          | Championnat de la ligue 2025      |                                                                        |
| masculin | Zhang Tao            |                              |                                    |                 | X                               |                                     |                                  |                          | Grand Prix de Xi'an 2024          |                                                                        |
| masculin | Wang Haitao          |                              |                                    |                 | X                               |                                     |                                  |                          | Open mondial 2025                 |                                                                        |
| masculin | Julian Bell          |                              |                                    |                 |                                 | X                                   |                                  |                          | Masters d'Arabie saoudite 2025    |                                                                        |
| masculin | Anthony Lau          |                              |                                    |                 |                                 | X                                   |                                  |                          | Coupe générale 2014               |                                                                        |
| masculin | John Fung            |                              |                                    |                 |                                 | X                                   |                                  |                          | Masters de Hong Kong 2017         |                                                                        |
| masculin | Stanley Cheung       |                              |                                    |                 |                                 | X                                   |                                  |                          | Coupe générale 2015               |                                                                        |
| masculin | Jerry Chan           |                              |                                    |                 |                                 | X                                   |                                  |                          | Masters de Hong Kong 2022         |                                                                        |
| féminin  | Natalia Gradinari    |                              |                                    |                 |                                 |                                     | X                                |                          | Championnat de la ligue 2025      |                                                                        |
| féminin  | Hilda Moens          |                              |                                    |                 |                                 |                                     | X                                |                          | Open d'Anvers 2013                |                                                                        |
| masculin | Ingo Schmidt         |                              |                                    |                 |                                 |                                     | X                                |                          | Open de Bulgarie 2014             |                                                                        |
| masculin | Jurgen Gruson        |                              |                                    |                 |                                 |                                     | X                                |                          | Open de Bulgarie 2012             |                                                                        |
| masculin | Kristof Azijn        |                              |                                    |                 |                                 |                                     | X                                |                          | Open d'Anvers 2011                |                                                                        |
| masculin | Milosz Olborski      |                              |                                    |                 |                                 |                                     | X                                |                          | Open de Riga 2015                 |                                                                        |
| masculin | Nico de Vos          |                              |                                    |                 |                                 |                                     | X                                |                          | Open de Gdynia 2012               |                                                                        |
| masculin | Paul Cosgriff        |                              |                                    |                 |                                 |                                     | X                                |                          | Open de Riga 2014                 |                                                                        |
| masculin | Robert Zablocki      |                              |                                    |                 |                                 |                                     | X                                |                          | Open de Gdynia 2016               |                                                                        |
| masculin | Theo Selbertinger    |                              |                                    |                 |                                 |                                     | X                                |                          | Open de la Ruhr 2015              |                                                                        |
| masculin | Thorsten Müller      |                              |                                    |                 |                                 |                                     | X                                |                          | Open de la Ruhr 2014              |                                                                        |
| masculin | Zhou Bingfeng        |                              |                                    |                 |                                 |                                     | X                                |                          | Open de Haining 2014              |                                                                        |
| féminin  | Proletina Velichkova |                              |                                    |                 |                                 |                                     |                                  | X                        | Championnat du monde seniors 2025 |                                                                        |

## Retirés
| Genre    | Nom              | Finales Championnat du monde                   | Finales Championnat du Royaume-Uni                       | Finales Masters                                               | Finales autres tournois classés | Finales autres tournois non-classés | Finales tournois classés mineurs | Finales tournois seniors | Dernière finale arbitrée          | Précisions |
| -------- | ---------------- | ---------------------------------------------- | -------------------------------------------------------- | ------------------------------------------------------------- | ------------------------------- | ----------------------------------- | -------------------------------- | ------------------------ | --------------------------------- | --- |
| masculin | John Street      | 1980-1986-1989-1992- 1995                      | 1986-1988-1991-1994                                      | 1977-1978-1980-1982- 1984-1986-1988-1989- 1991-1993-1995-1997 | X                               |                                     |                                  |                          | Masters 1997                      | Décédé en 2009 |
| masculin | John Williams    | 1978-1979-1981-1985- 1988-1991-1994-1996- 2002 | 1977-1978-1979-1980- 1981-1982-1987-1990- 1993-1997-2000 |                                                               | X                               |                                     |                                  | X                        | Championnat du monde seniors 2011 | |
| masculin | Jan Verhaas      | 2003-2006-2008-2011- 2013-2017                 | 2005-2006-2008-2015                                      | 1999-2001-2002-2004- 2007-2009-2010-2019                      | X                               |                                     | X                                | X                        | Championnat des joueurs 2024      | Premier arbitre non-britannique à avoir arbitré la finale du championnat du monde Verhaas se retire en tant qu'arbitre en 2025 |
| masculin | Alan Chamberlain | 1997                                           | 1998-1999                                                | 1990-1992-1994-1996 1998-2000-2003                            | X                               |                                     |                                  |                          | Masters 2003                      | Décédé en 2021 |
| masculin | Eirian Williams  | 2001-2005-2007-2010                            | 2001-2007-2009-2011                                      | 2006-2011                                                     | X                               |                                     | X                                | X                        | Masters de Shanghai 2013          | |
| masculin | Paul Collier     | 2004-2016-2021-2024                            | 2017                                                     | 2005-2014-2017-2021                                           | X                               | X                                   |                                  |                          | Championnat du monde 2024         | Collier se retire en tant qu'arbitre à l'issue du Championnat du monde 2024, afin de devenir directeur de tournoi              |
| masculin | Brendan Moore    | 2014-2018-2023                                 | 2010-2013                                                | 2012-2015-2020                                                | X                               | X                                   | X                                |                          | Champion des champions 2023       | Moore se retire du snooker à l'issue du Championnat du monde 2023, mais il continue d'arbitrer pour le groupe Matchroom        |
| masculin | Len Ganley       | 1983-1987-1990-1993                            | 1983-1989-1992-1996                                      |                                                               | X                               |                                     |                                  |                          | Championnat du Royaume-Uni 1996   | Décédé en 2011 |
| masculin | John Smyth       | 1977-1982                                      |                                                          | 1979-1981-1983-1985- 1987                                     | X                               |                                     |                                  |                          | Masters 1987                      | Décédé en 2007 |
| masculin | Jim Thorpe       | 1984                                           | 1980-1984-1985                                           |                                                               | X                               | X                                   |                                  |                          | Championnat du Royaume-Uni 1985   | Décédé |
| masculin | Colin Brinded    | 1999                                           | 2003-2004                                                |                                                               | X                               |                                     |                                  |                          | Open du pays de Galles 2005       | Décédé en 2005 |
| masculin | Gus Lillygreen   |                                                |                                                          | 1975-1976                                                     |                                 |                                     |                                  |                          | Masters 1976                      | |
| masculin | Lawrie Annandale | 1998                                           |                                                          |                                                               | X                               |                                     |                                  |                          | Coupe LG 2003                     | |
| masculin | John Newton      | 2000                                           |                                                          |                                                               | X                               |                                     |                                  |                          | Championnat du monde 2000         | Décédé en 2012 |
| masculin | Paul Harrison    |                                                | 1995                                                     |                                                               |                                 |                                     |                                  |                          | Championnat du Royaume-Uni 1995   | |
| masculin | Stuart Bennett   |                                                | 2002                                                     |                                                               |                                 |                                     |                                  |                          | Championnat du Royaume-Uni 2002   | |
| masculin | Graham Harding   |                                                |                                                          |                                                               | X                               |                                     |                                  |                          | Open du pays de Galles 2001       | |
| masculin | Johan Oomen      |                                                |                                                          |                                                               | X                               |                                     |                                  |                          | Masters de Shanghai 2007          | Décédé en 2022 |
| masculin | Michael Montalto |                                                |                                                          |                                                               | X                               |                                     |                                  |                          | Open d'Europe 2001                | |
| masculin | Vic Bartlam      |                                                |                                                          |                                                               | X                               |                                     |                                  |                          | Open de Grande-Bretagne 1985      | Décédé en 2020 |
| masculin | Peter Williamson |                                                |                                                          |                                                               |                                 |                                     | X                                |                          | Épreuve 3 de Gloucester 2012      | |